# Badia Calavena
Badia Calavena é uma comuna italiana da região do Vêneto, província de Verona, com cerca de 2.382 habitantes. Estende-se por uma área de 26,85 km², tendo uma densidade populacional de 92 hab/km². Faz fronteira com San Mauro di Saline, Selva di Progno, Tregnago, Velo Veronese, Vestenanova.

## Demografia
| Variação demográfica do município entre 1861 e 2011                               |
|                                                                                   |
| Fonte: Istituto Nazionale di Statistica (ISTAT) - Elaboração gráfica da Wikipedia |